# نادي دارون
نادي دارون (بالإنجليزية: A.F.C. Darwen)‏ هو نادي كرة قدم بريطاني تأسس في 2009 ، يقع مقره الرئيسي في Darwen ‏، ويلعب في دوري المقاطعات الشمالي الغربي.